# Бискупец (герб)
Бискупец (пол. Biskupiec) — польский дворянский герб.

## Описание
Щит раздвоенный; в правом голубом поле факел, якорь и серебряный крест, звездообразно; в левом же красном, золотой сноп, вкось от левого угла. В навершии шлема пять страусовых перьев.
Намёт с правой стороны голубой с серебряным подбоем, а с левой красный, подложенный золотом. Герб Бискупец Гольдтманов внесён в Часть 1 Гербовника дворянских родов Царства Польского, стр. 197.

## Герб используют
Герб вместе с потомственным дворянством, Всемилостивейше пожалован Антону, Осипу и Марианне Карловым Гольдтманам Высочайшею Грамотою Государя Императора и Царя НИКОЛАЯ I, в 13 (25) день Марта 1845 данною, за особенный заслуги, непоколебимую верность и преданность Престолу дяди их Гольдтмана (1782—1852), Суффрагана и Прелата Куявско-Калишской Епархии, впоследствии Епископа Сандомирского.